# Jonás Cuarón
Jonás Cuarón Elizondo, född 1981 i Mexico City, är en mexikansk filmregissör, manusförfattare, filmproducent, redigerare och filmfotograf. Han är son till Alfonso Cuarón.

## Filmografi (urval)
| 2007 | Año uña                                  | Ja | Ja | Ja | Ja | Ja |
| 2007 | The Shock Doctrine (kort dokumentärfilm) | Ja |    |    | Ja | Ja |
| 2013 | Gravity                                  |    | Ja |    |    |    |
| 2014 | Aningaaq (kortfilm)                      | Ja | Ja | Ja | Ja |    |
| 2016 | Desierto                                 | Ja | Ja | Ja |    |    |
| 2023 | Chupa                                    | Ja | Ja |    |    |    |
| 2024 | El Muerto                                | Ja |    |    |    |    |